# تشارلز ولكوت
تشارلز ولكوت (بالإنجليزية: Charles Wolcott)‏ هو مؤلف موسيقى تصويرية وملحن أمريكي، ولد في 29 سبتمبر 1906 في فلينت في الولايات المتحدة، وتوفي في 26 يناير 1987 في حيفا في إسرائيل.

## وصلات خارجية
- تشارلز ولكوت على موقع IMDb (الإنجليزية)
- تشارلز ولكوت على موقع ميوزك برينز (الإنجليزية)
- تشارلز ولكوت على موقع أول موفي (الإنجليزية)
- تشارلز ولكوت على موقع قاعدة بيانات الفيلم (الإنجليزية)